# John Nance Garner
Pour les articles homonymes, voir Garner.
John Nance Garner III, né le 22 novembre 1868 à Detroit (Texas) et mort le 7 novembre 1967 à Uvalde (Texas), est un avocat et homme politique américain. Membre du Parti démocrate, il est représentant du Texas entre 1903 et 1933, président de la Chambre des représentants entre 1931 et 1933 puis vice-président des États-Unis entre 1933 et 1941 dans l'administration du président Franklin Delano Roosevelt.

## Biographie
John Nance Garner est né au Texas, d'ascendance indienne Cherokee de son côté paternel.
Avocat puis juge au Texas, il est élu de 1898 à 1902 à la Chambre des représentants de l'État. En 1902, il est élu en tant que démocrate à la Chambre des représentants des États-Unis dans un nouveau district du sud Texas, rural. Il est réélu à ce poste à 14 reprises.
En 1929, il est choisi comme meneur de la minorité démocrate à la Chambre. En 1931, il en devient le président après que les démocrates y soient devenus majoritaires sur les républicains.
En 1932, il se présente aux primaires démocrates en vue d'être élu président des États-Unis. Il affronte alors le gouverneur de New York, Franklin Delano Roosevelt. Quand celui-ci devient le favori à la nomination, John Nance Garner se rallie à lui après avoir obtenu la certitude d'être le candidat à la vice-présidence. En novembre 1932, il est réélu à la Chambre des représentants en même temps qu'il est élu vice-président.
Les relations entre Roosevelt et Garner se détériorent au cours de leur second mandat. Garner soutenait davantage d'interventions fédérales notamment pour briser les grèves. Il souhaitait une balance budgétaire fédérale équilibrée et s'opposait à l'augmentation du nombre de juges à la Cour suprême des États-Unis ou aux insertions de l'exécutif dans les affaires du Congrès.
Il devient le représentant du Parti démocrate traditionnel contre les partisans du New Deal rooseveltien. En 1938 et 1939, de nombreux démocrates appellent Garner à se présenter contre Roosevelt à l'élection présidentielle de 1940. Les sondages donnaient Garner favori parmi les électeurs démocrates dans l'optique où Roosevelt renonçait à se représenter.
Opposé à un troisième mandat de Roosevelt, Garner maintient sa candidature. Lors des primaires, Garner est largement battu par Roosevelt, lequel est ensuite réélu pour un troisième mandat. En janvier 1941, Garner laisse la place à son successeur Henry A. Wallace et met fin à 46 années de carrière politique.
Il se retire à Uvalde au Texas, dans la maison qui est aujourd'hui la John Nance Garner House. Il demeura proche du futur président Harry S. Truman. Le 22 novembre 1963, le jour même de ses 95 ans, Garner a une conversation téléphonique avec le président John F. Kennedy, en visite au Texas et à qui il fait part de son total soutien. Kennedy est assassiné quelques heures plus tard.
Il est mort en 1967, à quelques jours de ses 99 ans. Le Garner State Park, situé à 48 km au nord d'Uvalde, est baptisé en son honneur.